# Cheiracanthium fujianense
Cheiracanthium fujianense is een spinnensoort uit de familie Cheiracanthiidae.
De wetenschappelijke naam van de soort werd in 1983 gepubliceerd door Gong.